# Béchamps
Béchamps ist eine französische Gemeinde mit 82 Einwohnern (Stand: 1. Januar 2022) im Département Meurthe-et-Moselle in der Region Grand Est (vor 2016: Lothringen). Die Gemeinde gehört zum Arrondissement Val-de-Briey und ist Mitglied im Gemeindeverband Communauté de communes Orne Lorraine Confluences. 

## Geographie
Béchamps liegt etwa 70 Kilometer südsüdwestlich von Luxemburg und 50 Kilometer westnordwestlich von Metz. Umgeben wird Béchamps von den Nachbargemeinden Gondrecourt-Aix im Norden, Fléville-Lixières im Nordosten, Mouaville im Osten, Saint-Jean-lès-Buzy im Süden, Buzy-Darmont im Süden und Südwesten, Lanhères im Westen sowie Rouvres-en-Woëvre im Westen und Nordwesten.

## Bevölkerungsentwicklung

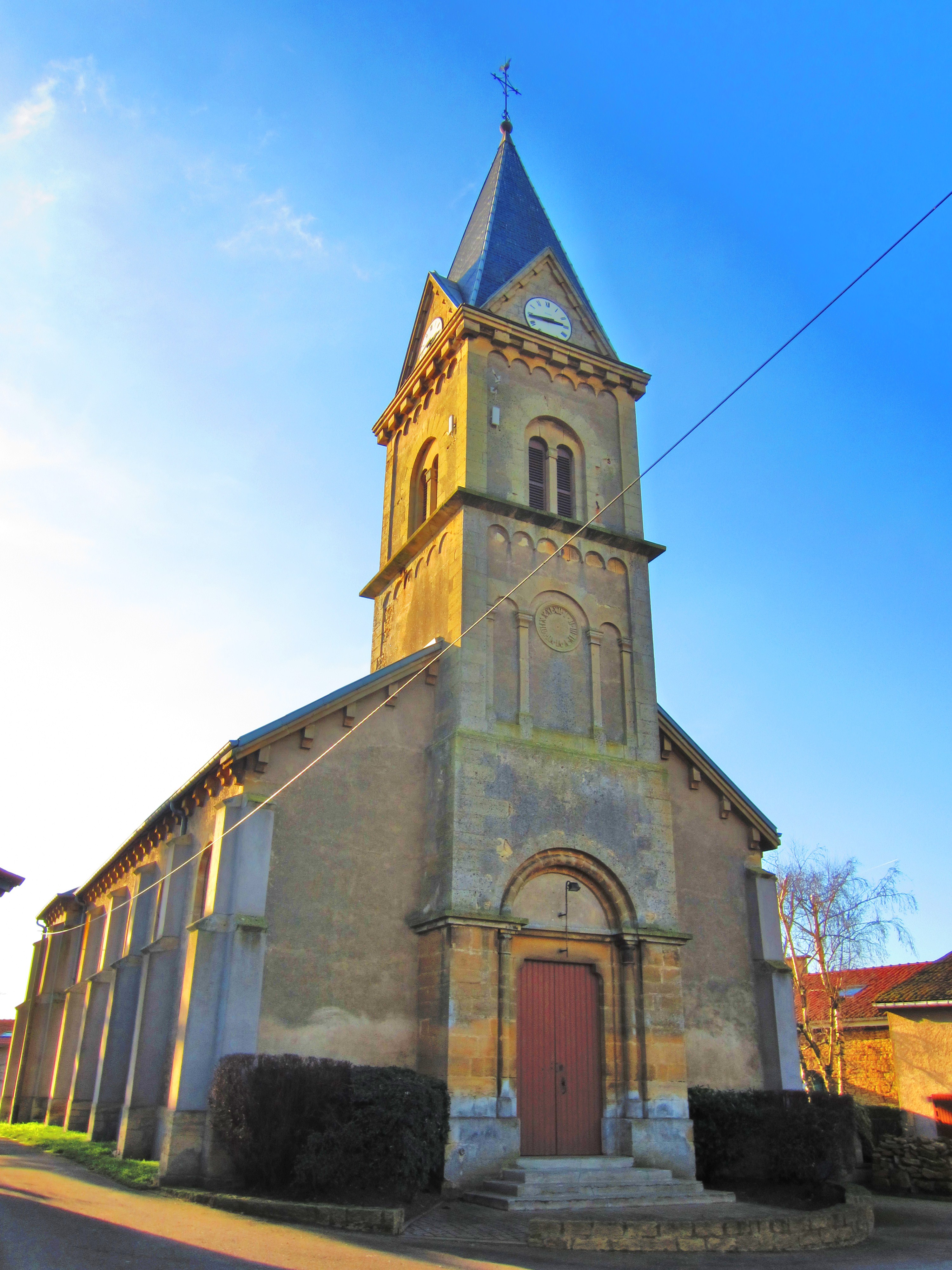
Pfarrkirche Notre-Dame-de-l’Assomption

| Jahr                       | 1962 | 1968 | 1975 | 1982 | 1990 | 1999 | 2006 | 2019 |
| -------------------------- | ---- | ---- | ---- | ---- | ---- | ---- | ---- | ---- |
| Einwohner                  | 129  | 104  | 93   | 80   | 83   | 79   | 77   | 89   |
| Quellen: Cassini und INSEE |      |      |      |      |      |      |      |      |

## Sehenswürdigkeiten
- Pfarrkirche Notre-Dame-de-l’Assomption, 1852 wieder errichtet